# Дру (Мисисипи)
Дру (енгл. Drew) град је у америчкој савезној држави Мисисипи.

## Демографија
По попису из 2010. године број становника је 1.927, што је 507 (-20,8%) становника мање него 2000. године.
| Група             | 2000.         | 2010.         |
| Белци             | 612 (25,1%)   | 308 (16,0%)   |
| Афроамериканци    | 1.791 (73,6%) | 1.606 (83,3%) |
| Азијати           | 4 (0,2%)      | 4 (0,2%)      |
| Хиспаноамериканци | 38 (1,6%)     | 14 (0,7%)     |
| Укупно            | 2.434         | 1.927         |